# Tabasco kommun
Tabasco är en kommun i Mexiko.   Den ligger i delstaten Zacatecas, i den centrala delen av landet, 500 km nordväst om huvudstaden Mexico City.
Följande samhällen finns i Tabasco:
- Tabasco
- Tenanguillo
- Ciénega de Arriba
- Colonia Pedro Raygoza
- Cruz Verde
- Tierra Blanca
- La Barranca